# カナダからの手紙
「カナダからの手紙」（カナダからのてがみ）は、1978年1月10日にビクター音楽産業（現：JVCケンウッド・ビクターエンタテインメント）から発売された、平尾昌晃・畑中葉子によるデュエット・シングルである。畑中葉子にとっては、本曲がデビュー曲となった。
この曲がヒットしたことにより、1978年にカナダを訪れた日本人観光客は3割も増加することとなった。

## 平尾昌晃・畑中葉子のオリジナル版
- 平尾昌晃はデュエット・シングルの発売にあたり、自身が主宰する平尾昌晃ミュージックスクールの生徒の中からオーディションを行い、その結果選ばれた畑中葉子とデュエットすることとなった。
- 「平尾昌晃・畑中葉子」名義では他にもデュエット・シングルをリリースしているが、『ザ・ベストテン』の通常ランキングに登場したのは本曲のみとなっている。
- 平尾昌晃・畑中葉子は、本曲で1978年の第29回NHK紅白歌合戦に出場した。当時、男女のデュエットは紅組で歌うことが通例となっていたが、平尾昌晃・畑中葉子は白組で本曲を歌唱した。
- 日清食品のお茶漬けヌードルのCMソングに、本曲の替え歌が採用されている。
- 平尾が死去した翌年の2018年に発売された畑中のカバーアルバム『ラブレター・フロム・ヨーコ』にて、セルフカバーとなった本曲も含めた平尾作品のカバー楽曲が収録されている。

### 収録曲
- 両楽曲共に、作詞：橋本淳／作曲：平尾昌晃／編曲：森岡賢一郎

1. カナダからの手紙（2分59秒）
2. 揺れる二人（2分56秒）

### 関連作品
- カナダからの手紙
  - ザ・ベストテン - 『歌謡曲編2 1978-89』（日本コロムビア）に収録。
  - 歌心 流行歌120選 - BMG JAPANが企画と制作を行った通販専用のアルバムに、本曲が収録されている。

## 松原健之・みずき舞のカバー
松原健之が、平尾昌晃の一周忌に合わせて2018年7月18日に出したアルバム『松原健之が歌う平尾昌晃永遠の名曲選集』からのシングルとして、同年8月15日にリリースされた。
カップリングの「二人でお酒を」は、「カナダからの手紙」と同じく平尾昌晃が作曲した梓みちよの楽曲のカバー。

### 収録曲
1. カナダからの手紙（3分8秒）
作詞：橋本淳／作曲：平尾昌晃／編曲：鈴木豪
2. 二人でお酒を（デュエットバージョン）（3分37秒）
作詞：山上路夫／作曲：平尾昌晃／編曲：鈴木豪
3. カナダからの手紙（オリジナルカラオケ）
4. 二人でお酒を（デュエットバージョン）（オリジナルカラオケ）
5. カナダからの手紙（男声用カラオケ）
6. カナダからの手紙（女声用カラオケ）
7. 二人でお酒を（デュエットバージョン）（男声用カラオケ）
8. 二人でお酒を（デュエットバージョン）（女声用カラオケ）

## その他のカバー
- 伊藤咲子 - アルバム『恋する名曲娘』（2018年）に城みちるとのデュエットで収録。